# 37 Eskadra Śmigłowców Transportowych

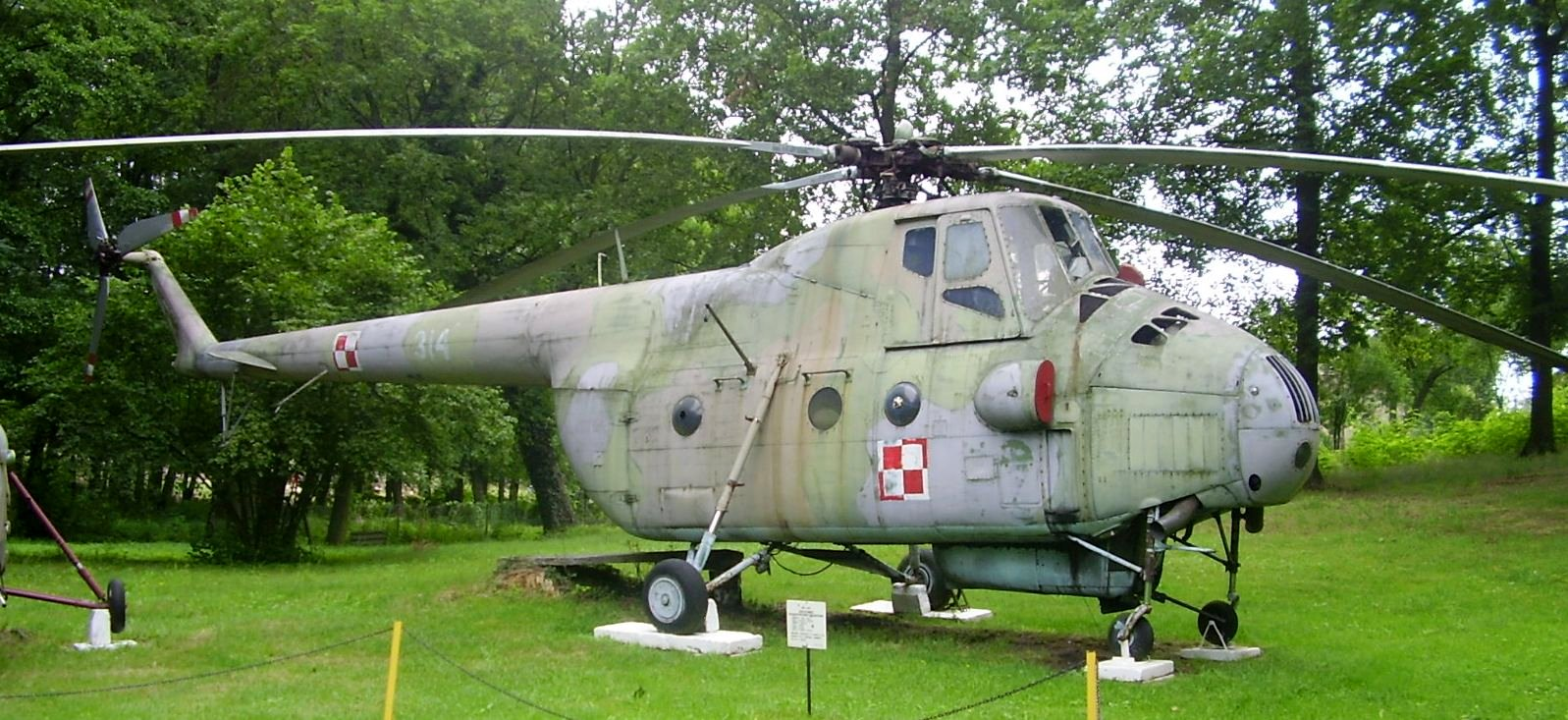
Mi-4

37 Eskadra Śmigłowców Transportowych (37 eśtr) – pododdział lotnictwa transportowego ludowego Wojska Polskiego.

## Formowanie i zmiany organizacyjne
37 Eskadra Śmigłowców Transportowych została sformowana w 1969 roku, na lotnisku Inowrocław-Latkowo według etatu Nr 20/076 o stanie 188 żołnierzy i 1 pracownika kontraktowego.
W terminie do 30 grudnia 1971 roku dowódca Wojsk Lotniczych rozformował 37 Eskadrę Śmigłowców Transportowych. Na bazie rozformowanej eskadry oraz stanu osobowego i sprzętu wydzielonego z 13 Pułku Lotnictwa Myśliwskiego utworzono 37 Pułk Śmigłowców Transportowych.

## Dowódcy eskadry
- mjr pil. Bronisław Gawdzis